# Nur dein Herz kennt die Wahrheit
Nur dein Herz kennt die Wahrheit (Hindi: दिल का रिश्ता, dil kā riśtā; Urdu,دِل کا رٍشتہ wörtl.: Beziehungen des Herzens) ist ein Bollywood-Film, bei dem Naresh Malhotra Regie führte und der von Aditya Rai, Aishwarya Rais Bruder, produziert wurde; er kam am 17. Januar 2003 in die indischen Kinos.
Der Film handelt von einem jungen Mann namens Jai, der sich in Tia verliebt, die nach einem Unfall Ehemann und Gedächtnis verliert. Jai nimmt sich ihrer an und kümmert sich um sie; als Tia beginnt, sich ihrerseits in Jai zu verlieben, distanziert sich dieser von ihr, weil er ihre Situation nicht ausnutzen möchte.

## Handlung
Nur dein Herz kennt die Wahrheit handelt von einem jungen Mann namens Jai. Er ist sehr reich und unterstützt mit seinem Geld wohltätige Zwecke. Eines Tages nimmt ihn seine Cousine Anita in eine Schule für Taubstumme mit, die Jai mit seinem Geld fördert – und dort trifft er die Lehrerin Tia und verliebt sich sofort in sie. Er sucht ihre Nähe, indem er ihr hilft, wo auch immer er kann – und er glaubt, dass Tia seine Gefühle erwidert. Als Jai ihr seine Gefühle beichtet, kommt heraus, dass Tia bereits einen Verlobten namens Raj besitzt, den sie schließlich heiratet.
Jai ist am Boden zerstört und ertränkt seinen Liebeskummer in Alkohol, nachdem mehrere Versuche, Tia für sich zu gewinnen, fehlschlagen. Als er betrunken Auto fährt, kommt es zu einem Unfall, bei dem Jais Cousine Anita stirbt; in dem anderen Wagen befinden sich Tia und Raj, der auf der Stelle tot ist. Tia überlebt schwerverletzt und verliert ihr Gedächtnis.
Die Ärzte befürchten, dass Tia mit ihren Erinnerungen an ihr früheres Leben nicht fertigwerden würde, und empfehlen Tias Mutter, sie an einen Ort zu bringen, wo sie nichts an ihr früheres Leben erinnern könnte. Jai möchte sich um Tia kümmern und bietet der Mutter an, beide mit nach Südafrika zu nehmen, wo Mutter und Tochter bei Jai leben können.
Tias Mutter willigt um Tias Willen ein – sie hasst Jai dafür, dass er ihr ihren Schwiegersohn genommen hat. Rajs und Tias Sohn Anshu wird als Jais und Anitas Sohn ausgegeben, von dem behauptet wird, „Tante“ Tia habe ihn sehr gern und sie solle sich an Anitas Stelle um Anshu kümmern, damit dieser die Mutter nicht so sehr vermisse.
In Afrika angekommen, lebt Jai zusammen mit Tia, Anshu und ihrer Mutter unter einem Dach. Tias Mutter bemerkt, dass Tia beginnt, sich in Jai zu verlieben und warnt ihn davor, nichts Unangebrachtes zu versuchen. Jai kümmert sich um Tia, aber zeigt ihr die kalte Schulter, wann auch immer sie versucht, ihm Avancen zu machen. Selbst als Jais Vater versucht, seinen Sohn mit Tia zu verkuppeln, weist Jai, obwohl er Tia mehr als alles andere liebt, diese ab.
Schließlich nach vielen Überredungen gibt Tias Mutter ihrer Tochter die Zustimmung zur Heirat. Tia glaubt, durch die Zustimmung nun auch Jai dazu bewegen zu können, sie zu heiraten, aber die Situation zwischen ihr und Jai eskaliert. Tia flieht und Jai folgt ihr – nach einer Verfolgungsjagd bringt er ihr Auto zum Stehen und es kommt zu einer Auseinandersetzung, während welcher Tia die Wahrheit erfährt: Dass Anshu ihr eigener Sohn ist und dass sie einen verstorbenen Ehemann hat.
Jais Vater, der mit Tias Mutter mittlerweile ebenfalls angekommen ist, erklärt, dass Jai Tia mehr liebt als alles andere, aber aus Schuldgefühlen heraus hofft, dass Tia ihr Gedächtnis zurück erlangt, um Jai jegliche Bestrafung aufzuerlegen, die sie wünscht.
Tia stattdessen verzeiht ihm mit der Begründung, dass Vergangenes ruhen solle, da sie sich sowieso nicht daran erinnert, und sie beschließt, mit Anshu Jai zu verlassen, um ihm nicht länger zur Last zu fallen. Jai hält sie auf: Er möchte Anshu ein Vater sein, gesteht Tia endlich seine Liebe und bittet sie, ihn zu heiraten. Tia willigt ein und die beiden bekommen endlich ihr Happy End.

## Hintergrund
- Lisa Ray war ursprünglich für die Rolle der Anita (Isha Koppikar) vorgesehen